# Topazia Alliata
Topazia Alliata (Palerm 5 de setembre de 1913 - Roma 23 de novembre de 2015) va ser una princesa, pintora, comissària i marxant d'art, i escriptora italiana.

## Biografia
Alliata va néixer a Palerm, filla del príncep Enrico Maria Alliata di Villafranca, duc de Salaparuta (1879–1946), membre d'una coneguda família aristocràtica siciliana d'origen toscà, els Alliata, propietaris dels vins "Corvo" i últim senyor dels cellers de Casteldaccia; i de Oria Maria Amelia "Sonia" Ortúzar Ovalle de Olivares (1892–1981), filla d'un diplomàtic xilè. Nascuda i criada a París, Oria Sonia Ortúzar va ser de jove una prometedora cantant d'òpera, estudiant d'Enrico Caruso.
Topazia creix així en un entorn familiar aristocràtic ple d'estímuls culturals. Tanmateix, en una actitud de ruptura amb el seu entorn, va decidir seguir un camí diferent: de ben jove es va incorporar a un moviment pictòric d'avantguarda i va exposar quadres, no sense generar un cert escàndol a la societat benestant de Palerm de l'època. Després de fer el batxillerat artístic, Topazia Alliata va estudiar belles arts a l'Accademia di Belle Arti di Palermo, on va ser companya d'estudis de Basilio “Nino” Franchina i Renato Guttuso, qui la va retratar en diverses de les seves primeres pintures, i va assistir a la Scuola Libera del nudo dell'Accademia di Belle Arti a Palerm. A l'exposició del 2016 Una vida per l'art: Topazia Alliata muntada amb motiu del primer aniversari de la mort de l'artista al Palau Sant'Elia de Palerm, es van exposar les seves obres així com les dels seus amics pintors.
Malgrat que la família havia escollit per a ella un comte anglès com a marit, Topazia va preferir un intel·lectual florentí aleshores desconegut que esdevindria un dels etnòlegs més rellevants del segle xx, Fosco Maraini, i es va casar amb ell a Florència el 1935. El 1938 Maraini va ser convidat a ensenyar literatura italiana a Hokkaido i es van traslladar al Japó amb la seva primera filla Dacia Maraini, nascuda a Fiesole. Les seves altres dues filles van néixer allí: Yuki Maraini (per al registre italià Luisa) va néixer a Sapporo l'any 1939, i Antonella, coneguda com a Toni Maraini, va néixer a Tòquio l'any 1941. Aquell mateix any es van traslladar a Kyoto, on Maraini va ser contractat per ensenyar a la Universitat de Kyoto.
El Japó es va implicar a la Segona Guerra Mundial com aliat de l'Alemanya nazi i de la Itàlia feixista, formant part de les anomenades Potències de l'Eix. L'any 1943 la família va ser deportada a un camp de concentració de Nagoya després de la seva negativa a jurar fidelitat a la República de Salò fundada per Mussolini.

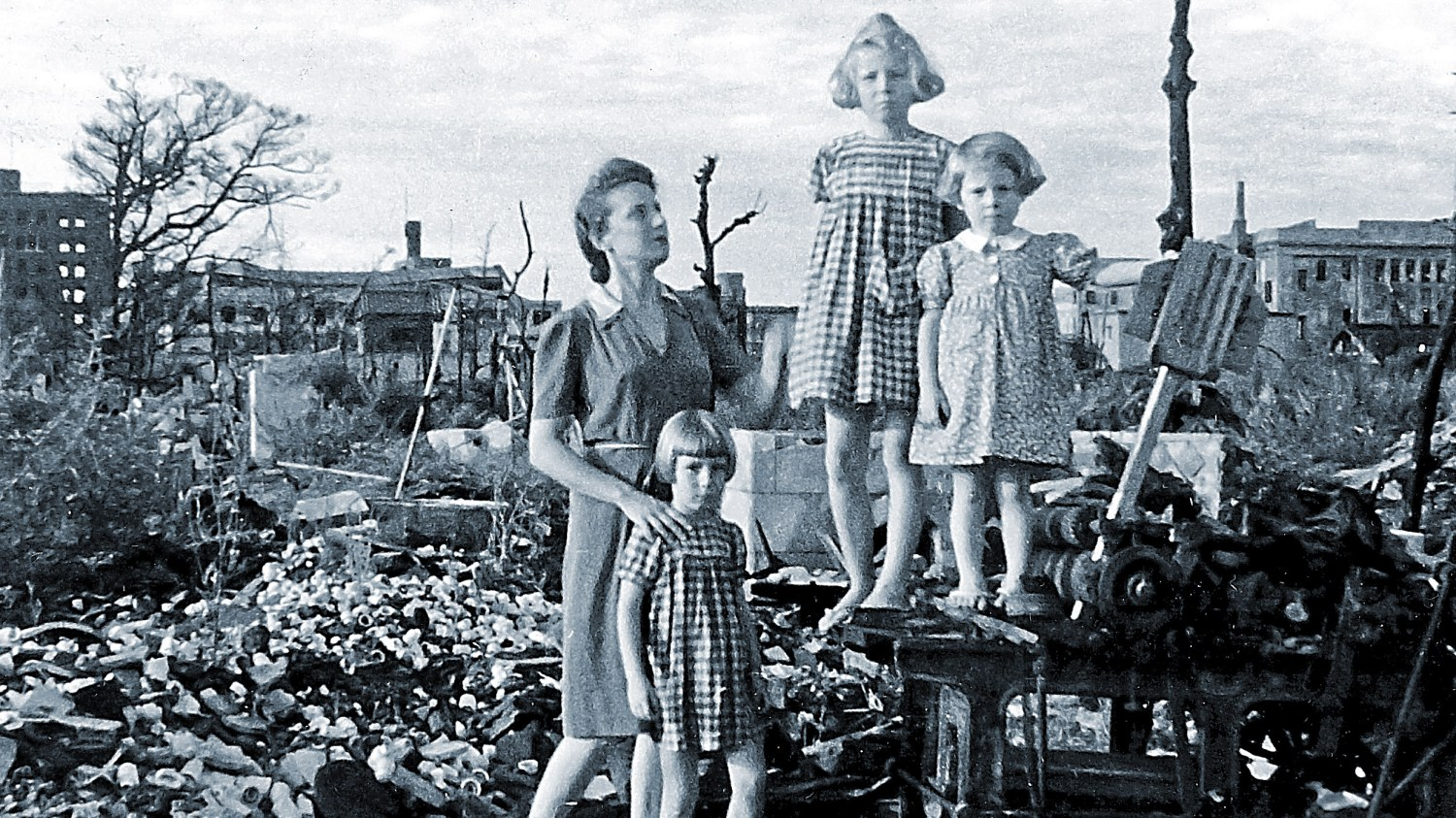
Topazia Alliata amb les seves filles Dacia, Yuki i Toni al final de la segona guerra mundial al camp de concentració de Nagoya al Japó. Era l'única dona i eren els únics infants que estaven retinguts en aquest camp.

Van ser alliberats al final de la guerra el setembre de 1945, i van tornar a Itàlia el 1946, establint-se a Bagheria, a la monumental finca familiar de Villa Valguarnera. El mateix any mor el seu pare i Topazia el succeeix al capdavant dels cellers de Casteldaccia. Va ser la creadora del vi "Colomba platino", un blanc elaborat encara avui sota la marca "Corvo". En un moment extremadament difícil, a la Sicília de la postguerra, va fer tot el possible per revifar la fortuna de l'empresa però malgrat els esforços no va poder impedir la seva venda, que va tenir lloc uns anys més tard, l'any 1959.

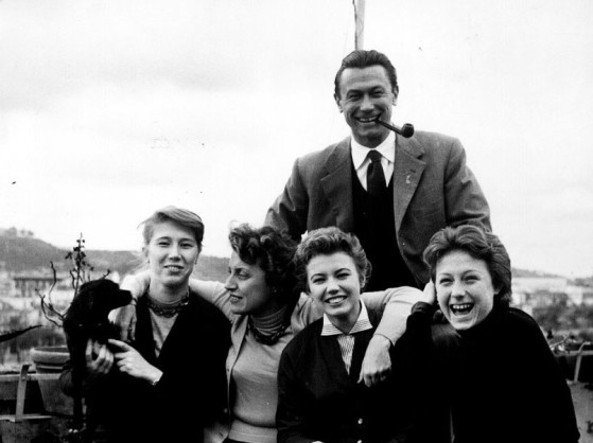
Topazia Alliata amb la seva família: Fosco Maraini, Dacia, Yuki i Toni (dècada de 1960)

En aquells anys Topazia Alliata era propera a Danilo Dolci, pare de la noviolència i la lluita contra la màfia, però no va afiliar-se mai oficialment a cap partit polític. Tot i que va deixar de pintar, va romandre en contacte amb els seus amics artistes des de la seva joventut. Al Circolo della cultura de Palerm va organitzar esdeveniments i exposicions, intentant apropar personalitats internacionals dels camps de l'art i la ciència. Va viatjar molt a Roma, on finalment es va establir
El 1955 Alliata i Maraini van decidir separar-se. Tanmateix, com que el divorci era il·legal a Itàlia en aquell moment, només es van poder divorciar el 1970. Alliata es va traslladar posteriorment a Roma, on va continuar el seu treball principalment com a promotora de la pintura. Després de vendre l'empresa vitivinícola familiar el 1959 va fundar la Galleria Topazia Alliata al Trastevere, a la plaça de Piscinula 13, on va exposar principalment pintors d'avantguarda, com Carla Accardi, Eugene Charlton, Mario i Egidio de Grossi, Jannis Kounellis, Piero Manzoni, Fabio Mauri, Mohamed Melehi i Lucio Pozzi. Va obrir-la amb Andrea Cascella i va presentar-hi artistes joves i molt joves d'arreu del món. Va organitzar una seixantena d'exposicions in situ i va organitzar altres esdeveniments importants en galeries italianes i internacionals. El 1963 Alliata va organitzar l'exposició "Vuit artistes contemporanis de Roma" a l'Institut de les Arts de Minneapolis. Es va veure obligada a tancar la galeria l'any 1964, però va continuar la seva tasca de promoció i descoberta d'artistes col·laborant amb altres galeries d'art de Roma, Nàpols, Alemanya i Anglaterra.
El 1973 Alliata va ser un dels membres cofundadors del Museo Guttuso de Bagheria.
El 2014 Alliata va publicar Love Holidays: Quaderni d'amore e di viaggi, una autobiografia en part fotogràfica.
Va morir a Roma el 23 de novembre de 2015, als 102 anys. El seu cos està enterrat al costat del seu pare Enrico i la seva mare Amelia (coneguda com Sonia), al cementiri de Casteldaccia. Durant dos anys, el municipi de Casteldaccia va promoure el Premi Topazia Alliata, atorgat a dones que prestigien Sicília.
El 2016 la seva obra va ser objecte d'una gran retrospectiva a la Fondazione Sant'Elia de Palerm.

## Obres
- Vuit artistes contemporanis de Roma: Carla Accardi, Eugene Charlton, Mario i Egidio de Grossi, Fabio Mauri, Mohamed Melehi, Muvolo, Lucio Pozzi: seleccionats per la Galleria Topazia Alliata. [Minnesota]: Minneapolis Institute of Arts, 1963. OCLC 153280875
- Exposició de pintures de Lucio Pozzi, Charlton i Melehi. 1963.OCLC 501530670
- Per als 80 anys d'Emilio Villa Roma : Le parole gelate, 1994.OCLC 848718182
- Toni Maraini; Topazia Alliata Ricordi d'arte e prigionia di Topazia Alliata, Palerm : Sellerio, 2003.ISBN 9788838918612
- Fosco Maraini; Dacia Maraini; Toni Maraini; Yoi Maraini; Topazia Alliata, Vacances d'amor a Milà : Rizzoli, 2014.ISBN 9788817074957